# Albere' di Tenna
Albere' di Tenna este o arie protejată (arie specială de conservare — SAC, sit de importanță comunitară — SCI) din Italia întinsă pe o suprafață de 6,72 ha, integral pe uscat.

## Localizare
Centrul sitului Albere' di Tenna este situat la coordonatele 46°01′43″N 11°15′21″E / 46.0285°N 11.2559°E.

## Înființare
Situl Albere' di Tenna a fost declarat sit de importanță comunitară în iunie 1995 pentru a proteja 1 specie de plante și 8 specii de animale. Situl a fost protejat și ca arie specială de conservare în martie 2014.

## Biodiversitate
Situată în ecoregiunea alpină, aria protejată conține 9 habitate naturale: Liziere de ierburi înalte hidrofile de câmpie și de nivel montan până la alpin, Păduri aluvionare cu Alnus glutinosa și Fraxinus excelsior (Alno-Padion, Alnion incanae, Salicion albae), Depresiuni pe substraturi de turbă de Rhynchosporion, Păduri pe pante, grohotișuri și ravene de Tilio-Acerion, Mlaștini turboase de tranziție și turbării mișcătoare, Pajiști cu Molinia pe soluri calcaroase, turboase sau argilos-nămoloase (Molinion caeruleae), Păduri de Castanea sativa, Lacuri eutrofice naturale cu vegetație de tip Magnopotamion sau Hydrocharition, Mlaștini alcaline.
La baza desemnării sitului se află mai multe specii protejate:
- plante (1): moșișoare (Liparis loeselii)
- păsări (8): uliu păsărar (Accipiter nisus), fâsă de pădure (Anthus trivialis), capîntortură (Jynx torquilla), sfrâncioc roșiatic (Lanius collurio), gaia neagră (Milvus migrans), muscar sur (Muscicapa striata), viespar (Pernis apivorus), codroșul de pădure (Phoenicurus phoenicurus)

Pe lângă speciile protejate, pe teritoriul sitului au mai fost identificate 18 specii de plante, 4 specii de amfibieni, 5 specii de mamifere, 1 specie de reptile.